# Сандро Кортезі
Аллеса́ндро «Са́ндро» Корте́зі (нім. Sandro Cortese; 6 січня 1990, Охзенхаузен, ФРН) — німецький мотогонщик, чемпіон світу з шосейно-кільцевих мотогонок MotoGP в класі Moto3 сезону 2012 року. У сезоні 2016 виступає в класі Moto2 за команду «Dynavolt Intact GP» під номером 11. Мешкає у Беркгаймі у Німеччині.

## Біографія
Син італійського батька і німецької матері, він почав свою спортивну кар'єру у віці дев'яти років із змагань на мінібайках і став чемпіоном Німеччини та чемпіоном Європи з цього виду спорту. Після цього брав участь у чемпіонаті Німеччини ITM в класі 125cc та закінчив сезон 10-м.

### MotoGP

#### 125cc/Moto3
У чемпіонаті світу з шосейно-кільцевих мотоперегонів MotoGP дебютував у 2005 році у класі 125сс з командою «Kiefer-Bos-Castrol Honda». Сезон закінчив на 26-у місці в загальному заліку, набравши 8 очок. Найбільш вдалими були гонки у Чехії та Туреччині, які закінчив на 14-му місці. Наступний сезон, 2006 року, почав із командою «Elit – Caffè Latte Honda», яка була чемпіоном 2005 року; його напарником став чинний чемпіон світу у класі 125сс Томас Люті. У тому сезоні Сандро дещо покращив свої результати, посівши 17-е місце у загальному заліку з 23 очками, найвищим місцем було 10-е у Португалії.
У 2007 році його команда була перейменована на «Emmi – Caffè Latte», постачальником мотоциклів стала Aprilia. Люті перейшов у вищий клас (250 сс), результати ж Сандро знову покращились. Він тричі фінішував 7-им (у Франції, Італії та Німеччині), а сезон загалом закінчив на 14-у місці з 66 очками.
У сезоні 2008 року продовжив співпрацю з командою, виступаючи на Aprilia RSA 125. Початок року видався вдалим — на перших чотирьох етапах приїжджав 8-м. Загалом за цей сезон він став єдиним гонщиком у класі 125сс, який доїхав до фінішу всі гонки чемпіонату, при цьому здобув очки на всіх етапах, окрім Китайського. До свого активу записав також одне найшвидше коло на Гран-Прі Малайзії. Сезон закінчив з 141 очками на 8-му місці.
Сезон 2009 року розпочав у фінській команді «Ajo Motorsport» на байку Derbi RSA 125. Завоював один поул, тричі був на подіумі. Сезон закінчив 6-м зі 130-ма очками.
У 2010 році продовжив виступати за команду «Ajo Motorsport». Завоював один поул, двічі був на подіумі. Сезон закінчив 7-м зі 143-ма очками.
У сезоні 2011 перейшов до німецької команди «Intact-Racing Team Germany», де отримав у своє розпорядження Aprilia RSA 125. Двічі приїжджав другим (у Катарі та Португалії), після чого здобув свою першу перемогу у кар'єрі — на Гран-Прі Чехії. Це була його 109-а гонка у MotoGP. У сезоні загалом здобув 2 перемоги (ще одну у Австралії), 6 разів фінішував на подіумі. Сезон закінчив 4-м зі 225-ма очками.
Сезон 2012 року розпочав у новій команді — фінській «Red Bull KTM Ajo». Вперше за свою кар'єру сів на мотоцикл KTM. З початку сезону продемонстрував серйозність своїх намірів на чемпіонство: на перших двох етапах приїхав 3-м, на третій гонці у Португалії переміг. За весь сезон лише двічі приїжджав нижче подіуму (2 шостих місця у Франції та Японії). Вигравши 8 липня 2012 року гонку у Заксенринзі, Сандро став першим німецьким пілотом за останні 41 рік, які тут перемагали. 21 жовтня на Гран-Прі Малайзії, за два етапи до фінішу, достроково став чемпіоном світу у класі Moto3.

#### Moto2
Здобувши перемогу у наймолодшому класі, Сандро на сезон 2013 вирішив перебратись до сильнішого класу — Moto2. Для виступів у ньому він уклав контракт з командою «Dynavolt Intact GP», де у своє розпорядження отримав мотоцикл Kalex Moto2. Дебютний сезон пройшов важко для німця. Він лише кілька разів фінішував у очковій зоні, а найкращим його результатом стало 10-е місце на Гран-Прі Арагону.
У сезоні 2014 Кортезі продовжив виступати за команду «Dynavolt Intact GP» у Moto2. Його результати дещо покращились. Так, на Гран-Прі Індіанаполісу він зміг фінішувати на 6-у місці, а вже в наступній гонці, у Брно, вперше піднявся на подіум з моменту переходу у клас Moto2, посівши 3-є місце. Загалом у сезоні з 85 очками Кортезі фінішував на 9-му місці.
В наступному сезоні Сандро продемонстрував аналогічні результати, здобувши один подіум (третє місце у Японії), посівши загалом 11-е місце в загальному заліку.

## Статистика виступів у MotoGP

### У розрізі сезонів
| Сезон | Клас  | Команда                    | Мотоцикл        | Гонки | Пер | Под | ПП | НК | Очки | Місце |
| ----- | ----- | -------------------------- | --------------- | ----- | --- | --- | -- | -- | ---- | ----- |
| 2005  | 125cc | Kiefer-Bos-Castrol Honda   | Honda RS125R    | 16    | 0   | 0   | 0  | 0  | 8    | 26    |
| 2006  | 125cc | Elit – Caffè Latte         | Honda RS125R    | 16    | 0   | 0   | 0  | 0  | 23   | 17    |
| 2007  | 125cc | Emmi – Caffè Latte         | Aprilia RS 125  | 17    | 0   | 0   | 0  | 0  | 66   | 14    |
| 2008  | 125cc | Emmi – Caffè Latte         | Aprilia RSA 125 | 17    | 0   | 0   | 0  | 1  | 141  | 8     |
| 2009  | 125cc | Ajo Interwetten            | Derbi RSA 125   | 16    | 0   | 3   | 1  | 2  | 130  | 6     |
| 2010  | 125cc | Avant Mitsubishi Ajo       | Derbi RS 125 R  | 17    | 0   | 2   | 1  | 2  | 143  | 7     |
| 2011  | 125cc | Intact-Racing Team Germany | Aprilia RSA 125 | 17    | 2   | 6   | 1  | 2  | 225  | 4     |
| 2012  | Moto3 | Red Bull KTM Ajo           | KTM M32         | 17    | 5   | 15  | 7  | 4  | 325  | 1     |
| 2013  | Moto2 | Dynavolt Intact GP         | Kalex Moto2     | 17    | 0   | 0   | 0  | 0  | 22   | 19    |
| 2014  | Moto2 | Dynavolt Intact GP         | Kalex Moto2     | 18    | 0   | 1   | 0  | 0  | 85   | 9     |
| 2015  | Moto2 | Dynavolt Intact GP         | Kalex Moto2     | 18    | 0   | 1   | 0  | 0  | 90   | 11    |

## Цікаві факти
- Протягом сезону 2014 Сандро під час гонок Гран-Прі проїхав загалом 10 969 км (включно з заїздами у кваліфікації та практиках). В середньому за один етап він проїжджав від 450 до 550 км, в залежності від конфігурації треку[4].

## Зовнішні посилання
- Офіційний сайт (нім.)
- Профіль на офіційному сайті MotoGP (англ.)